# Valdovecaria umbratella
Valdovecaria umbratella is een vlinder uit de familie snuitmotten (Pyralidae). De wetenschappelijke naam is voor het eerst geldig gepubliceerd in 1832 door Treitschke.
De soort komt voor in Europa.